# Birkózás az 1964. évi nyári olimpiai játékokon
Az 1964. évi nyári olimpiai játékokon a birkózás tizenhat versenyszámból állt. Kötöttfogásban és szabadfogásban egyaránt nyolc-nyolc olimpiai bajnokot avattak.

## Éremtáblázat
(A táblázatokban a rendező ország csapata és a magyar csapat eltérő háttérszínnel, az egyes számoszlopok legmagasabb értéke, vagy értékei vastagítással kiemelve.)
| Az 1964. évi nyári olimpiai játékok éremtáblázata birkózásban | Az 1964. évi nyári olimpiai játékok éremtáblázata birkózásban | Az 1964. évi nyári olimpiai játékok éremtáblázata birkózásban | Az 1964. évi nyári olimpiai játékok éremtáblázata birkózásban | Az 1964. évi nyári olimpiai játékok éremtáblázata birkózásban | Olimpia  |
| ------------------------------------------------------------- | ------------------------------------------------------------- | ------------------------------------------------------------- | ------------------------------------------------------------- | ------------------------------------------------------------- | -------- |
|                                                               | Ország                                                        | Arany                                                         | Ezüst                                                         | Bronz                                                         | Összesen |
| 1.                                                            | Japán (JPN)                                                   | 5                                                             | 0                                                             | 1                                                             | 6        |
| 2.                                                            | Szovjetunió (URS)                                             | 3                                                             | 4                                                             | 3                                                             | 10       |
| 3.                                                            | Bulgária (BUL)                                                | 3                                                             | 4                                                             | 1                                                             | 8        |
| 4.                                                            | Törökország (TUR)                                             | 2                                                             | 3                                                             | 1                                                             | 6        |
| 5.                                                            | Magyarország (HUN)                                            | 2                                                             | 0                                                             | 0                                                             | 2        |
| 6.                                                            | Jugoszlávia (YUG)                                             | 1                                                             | 0                                                             | 1                                                             | 2        |
| 7.                                                            | Egyesült Német Csapat (EUA)                                   | 0                                                             | 1                                                             | 3                                                             | 4        |
| 8.                                                            | Románia (ROU)                                                 | 0                                                             | 1                                                             | 2                                                             | 3        |
| 9.                                                            | Svédország (SWE)                                              | 0                                                             | 1                                                             | 1                                                             | 2        |
| 10.                                                           | Csehszlovákia (TCH)                                           | 0                                                             | 1                                                             | 0                                                             | 1        |
| 10.                                                           | Dél-Korea (KOR)                                               | 0                                                             | 1                                                             | 0                                                             | 1        |
| 12.                                                           | Irán (IRI)                                                    | 0                                                             | 0                                                             | 2                                                             | 2        |
| 13.                                                           | Egyesült Államok (USA)                                        | 0                                                             | 0                                                             | 1                                                             | 1        |
|                                                               |                                                               |                                                               |                                                               |                                                               |          |
| Összesen                                                      | Összesen                                                      | 16                                                            | 16                                                            | 16                                                            | 48       |

## Szabadfogású birkózás

### Éremtáblázat
| Az 1964. évi nyári olimpiai játékok éremtáblázata szabadfogású birkózásban | Az 1964. évi nyári olimpiai játékok éremtáblázata szabadfogású birkózásban | Az 1964. évi nyári olimpiai játékok éremtáblázata szabadfogású birkózásban | Az 1964. évi nyári olimpiai játékok éremtáblázata szabadfogású birkózásban | Az 1964. évi nyári olimpiai játékok éremtáblázata szabadfogású birkózásban | Olimpia  |
| -------------------------------------------------------------------------- | -------------------------------------------------------------------------- | -------------------------------------------------------------------------- | -------------------------------------------------------------------------- | -------------------------------------------------------------------------- | -------- |
|                                                                            | Ország                                                                     | Arany                                                                      | Ezüst                                                                      | Bronz                                                                      | Összesen |
| 1.                                                                         | Japán (JPN)                                                                | 3                                                                          | 0                                                                          | 1                                                                          | 4        |
| 2.                                                                         | Bulgária (BUL)                                                             | 2                                                                          | 2                                                                          | 1                                                                          | 5        |
| 3.                                                                         | Szovjetunió (URS)                                                          | 2                                                                          | 1                                                                          | 2                                                                          | 5        |
| 4.                                                                         | Törökország (TUR)                                                          | 1                                                                          | 3                                                                          | 1                                                                          | 5        |
| 5.                                                                         | Dél-Korea (KOR)                                                            | 0                                                                          | 1                                                                          | 0                                                                          | 1        |
| 5.                                                                         | Egyesült Német Csapat (EUA)                                                | 0                                                                          | 1                                                                          | 0                                                                          | 1        |
| 7.                                                                         | Irán (IRI)                                                                 | 0                                                                          | 0                                                                          | 2                                                                          | 2        |
| 8.                                                                         | Egyesült Államok (USA)                                                     | 0                                                                          | 0                                                                          | 1                                                                          | 1        |
|                                                                            |                                                                            |                                                                            |                                                                            |                                                                            |          |
| Összesen                                                                   | Összesen                                                                   | 8                                                                          | 8                                                                          | 8                                                                          | 24       |

### A szabadfogású birkózás érmesei
| Az 1964. évi nyári olimpiai játékok érmesei szabadfogású birkózásban |                                           |                                                      |                                       |
| Versenyszám                                                          | Arany                                     | Ezüst                                                | Bronz                                 |
| lepkesúly (52 kg-ig)                                                 | Josida Josikacu · Japán (JPN)             | Csang Cshangszon (Jang Chang-seon) · Dél-Korea (KOR) | Said Ali Akbar Heidari · Irán (IRI)   |
| légsúly (57 kg-ig)                                                   | Uetake Jódzsiró · Japán (JPN)             | Hüseyin Akbaş · Törökország (TUR)                    | Ajdin Ibragimov · Szovjetunió (URS)   |
| pehelysúly (63 kg-ig)                                                | Vatanabe Oszamu · Japán (JPN)             | Sztancso Ivanov · Bulgária (BUL)                     | Nodar Hohasvili · Szovjetunió (URS)   |
| könnyűsúly (70 kg-ig)                                                | Enyu Valcsev · Bulgária (BUL)             | Klaus Rost · Egyesült Német Csapat (EUA)             | Horiucsi Ivao · Japán (JPN)           |
| váltósúly (78 kg-ig)                                                 | İsmail Oğan · Törökország (TUR)           | Guram Szagaradze · Szovjetunió (URS)                 | Mohammad Ali Szanatkaran · Irán (IRI) |
| középsúly (87 kg-ig)                                                 | Prodan Gardzsev · Bulgária (BUL)          | Hasan Güngör · Törökország (TUR)                     | Daniel Brand · Egyesült Államok (USA) |
| félnehézsúly (97 kg-ig)                                              | Alekszandr Medvegy · Szovjetunió (URS)    | Ahmet Ayık · Törökország (TUR)                       | Szaid Musztafov · Bulgária (BUL)      |
| nehézsúly (97 kg-tól)                                                | Alekszandr Ivanyickij · Szovjetunió (URS) | Ljutvi Ahmedov · Bulgária (BUL)                      | Hamit Kaplan · Törökország (TUR)      |

## Kötöttfogású birkózás

### Éremtáblázat
| Az 1964. évi nyári olimpiai játékok éremtáblázata kötöttfogású birkózásban | Az 1964. évi nyári olimpiai játékok éremtáblázata kötöttfogású birkózásban | Az 1964. évi nyári olimpiai játékok éremtáblázata kötöttfogású birkózásban | Az 1964. évi nyári olimpiai játékok éremtáblázata kötöttfogású birkózásban | Az 1964. évi nyári olimpiai játékok éremtáblázata kötöttfogású birkózásban | Olimpia  |
| -------------------------------------------------------------------------- | -------------------------------------------------------------------------- | -------------------------------------------------------------------------- | -------------------------------------------------------------------------- | -------------------------------------------------------------------------- | -------- |
|                                                                            | Ország                                                                     | Arany                                                                      | Ezüst                                                                      | Bronz                                                                      | Összesen |
| 1.                                                                         | Japán (JPN)                                                                | 2                                                                          | 0                                                                          | 0                                                                          | 2        |
| 1.                                                                         | Magyarország (HUN)                                                         | 2                                                                          | 0                                                                          | 0                                                                          | 2        |
| 3.                                                                         | Szovjetunió (URS)                                                          | 1                                                                          | 3                                                                          | 1                                                                          | 5        |
| 4.                                                                         | Bulgária (BUL)                                                             | 1                                                                          | 2                                                                          | 0                                                                          | 3        |
| 5.                                                                         | Jugoszlávia (YUG)                                                          | 1                                                                          | 0                                                                          | 1                                                                          | 2        |
| 6.                                                                         | Törökország (TUR)                                                          | 1                                                                          | 0                                                                          | 0                                                                          | 1        |
| 7.                                                                         | Románia (ROU)                                                              | 0                                                                          | 1                                                                          | 2                                                                          | 3        |
| 8.                                                                         | Svédország (SWE)                                                           | 0                                                                          | 1                                                                          | 1                                                                          | 2        |
| 9.                                                                         | Csehszlovákia (TCH)                                                        | 0                                                                          | 1                                                                          | 0                                                                          | 1        |
| 10.                                                                        | Egyesült Német Csapat (EUA)                                                | 0                                                                          | 0                                                                          | 3                                                                          | 3        |
|                                                                            |                                                                            |                                                                            |                                                                            |                                                                            |          |
| Összesen                                                                   | Összesen                                                                   | 8                                                                          | 8                                                                          | 8                                                                          | 24       |

### A kötöttfogású birkózás érmesei
| Az 1964. évi nyári olimpiai játékok érmesei kötöttfogású birkózásban |                                       |                                              |                                                 |
| Versenyszám                                                          | Arany                                 | Ezüst                                        | Bronz                                           |
| lepkesúly (52 kg-ig)                                                 | Hanahara Cutomu · Japán (JPN)         | Angel Kerezov · Bulgária (BUL)               | Dumitru Pîrvulescu · Románia (ROU)              |
| légsúly (57 kg-ig)                                                   | Icsigucsi Maszamicu · Japán (JPN)     | Vlagyimir Trosztyanszkij · Szovjetunió (URS) | Ion Cernea · Románia (ROU)                      |
| pehelysúly (63 kg-ig)                                                | Polyák Imre · Magyarország (HUN)      | Roman Rurua · Szovjetunió (URS)              | Branislav Martinović · Jugoszlávia (YUG)        |
| könnyűsúly (70 kg-ig)                                                | Kazım Ayvaz · Törökország (TUR)       | Valeriu Bularcă · Románia (ROU)              | David Gvanceladze · Szovjetunió (URS)           |
| váltósúly (78 kg-ig)                                                 | Anatolij Koleszov · Szovjetunió (URS) | Kiril Petkov · Bulgária (BUL)                | Bertil Nyström · Svédország (SWE)               |
| középsúly (87 kg-ig)                                                 | Branislav Simić · Jugoszlávia (YUG)   | Jiří Kormaník · Csehszlovákia (TCH)          | Lothar Metz · Egyesült Német Csapat (EUA)       |
| félnehézsúly (97 kg-ig)                                              | Bojan Radev · Bulgária (BUL)          | Per Svensson · Svédország (SWE)              | Heinz Kiehl · Egyesült Német Csapat (EUA)       |
| nehézsúly (97 kg-tól)                                                | Kozma István · Magyarország (HUN)     | Anatolij Roscsin · Szovjetunió (URS)         | Wilfried Dietrich · Egyesült Német Csapat (EUA) |